# Arc of a Diver
| 전문가 평가        | 전문가 평가 |
| 평가 점수          | 평가 점수   |
| 출처               | 점수        |
| ------------------ | ----------- |
| AllMusic           | [ 1 ]       |
| The New York Times | (favorable) |

《Arc of a Diver》는 1980년에 발매된 영국의 싱어송라이터 겸 멀티인스트루멘탈리스트 스티브 윈우드의 두 번째 솔로 스튜디오 음반이다. 윈우드는 음반의 모든 악기를 연주했다.
그의 첫 솔로 히트곡인 〈While You See a Chance〉(미국 빌보드 핫 100에서 7위로 정점을 찍은 동안)를 선보이며, 이것은 솔로 가수로서 윈우드의 획기적인 음반이었다. 그것은 빌보드 200 음반 차트에서 3위로 정점을 찍었고, 그를 상업적으로 실현 가능한 행동으로 만들었다.

## 녹음
이 음반은 글로스터셔주에 있는 그의 농장에 세워진 윈우드의 네더투르크도닉 스튜디오에서 녹음되었고, 그는 모든 악기를 연주하고 모든 음악을 작곡하고 직접 프로듀싱하고 엔지니어링을 했다.

## 곡 목록
모든 곡들은 특별한 언급이 없는 한 스티브 윈우드와 윌 제닝스에 의해 작사/작곡하였다.
| #  | 제목                       | 작사·작곡                    | 재생 시간 |
| -- | -------------------------- | ---------------------------- | --------- |
| 1. | 〈While You See a Chance〉 |                              | 5:12      |
| 2. | 〈Arc of a Diver〉         | 스티브 윈우드, 비비안 스탠숄 | 5:28      |
| 3. | 〈Second-Hand Woman〉      | 윈우드, 조지 플레밍          | 3:41      |
| 4. | 〈Slowdown Sundown〉       |                              | 5:27      |

| #  | 제목               | 작사·작곡      | 재생 시간 |
| -- | ------------------ | -------------- | --------- |
| 5. | 〈Spanish Dancer〉 |                | 5:58      |
| 6. | 〈Night Train〉    |                | 7:51      |
| 7. | 〈Dust〉           | 윈우드, 플레밍 | 6:20      |

## 인증
| 국가                       | 인증     | 판매량/출하량 |
| -------------------------- | -------- | ------------- |
| 오스트레일리아             | —        | 70,000        |
| 캐나다 (뮤직 캐나다)       | 플래티넘 | 100,000^      |
| 영국 (BPI)                 | 실버     | 60,000^       |
| 미국 (RIAA)                | 플래티넘 | 1,000,000^    |
| ^출하량을 기반으로 한 인증 |          |               |